# Campeonato da Europa de Atletismo de 2018 - 3000 m com obstáculos feminino
A prova dos 3000 metros com obstáculos feminino do Campeonato da Europa de Atletismo de 2018 foi disputada entre os dias 10 e 12 de agosto de 2018 no Estádio Olímpico de Berlim em Berlim,  na Alemanha. 

## Recordes
Antes desta competição, os recordes mundiais e do campeonato nesta prova eram os seguintes:
|                       | Nome               | Nacionalidade | Tempo   | Local     | Data                 |
| --------------------- | ------------------ | ------------- | ------- | --------- | -------------------- |
| Recorde mundial       | Beatrice Chepkoech | Quênia        | 8m44s32 | Mônaco    | 20 de julho de 2018  |
| Recorde do campeonato | Yuliya Zarudneva   | Rússia        | 9m17s57 | Barcelona | 30 de julho de 2010  |
| Recorde europeu       | Gulnara Samitova   | Rússia        | 8m58s81 | Pequim    | 17 de agosto de 2008 |

## Medalhistas
| Ouro                        | Prata                   | Bronze                          |
| Gesa Felicitas Krause (GER) | Fabienne Schlumpf (SUI) | Karoline Bjerkeli Grøvdal (NOR) |

## Cronograma
Todos os horários são locais (UTC+2).
| Data         | Hora  | Evento  |
| ------------ | ----- | ------- |
| 10 de agosto | 12:25 | Bateria |
| 12 de agosto | 20:55 | Final   |

## Resultados

### Bateria
Qualificação: 5 atletas de cada bateria  (Q) mais os 5 melhores qualificados (q). 
| Posição | Bateria | Atleta                    | Nacionalidade | Tempo    | Notas                |
| ------- | ------- | ------------------------- | ------------- | -------- | -------------------- |
| 1       | 2       | Fabienne Schlumpf         | Suíça         | 9:32.32  | Q,                   |
| 2       | 2       | Luiza Gega                | Albânia       | 9:33.11  | Q                    |
| 3       | 2       | Gesa Felicitas Krause     | Alemanha      | 9:33.51  | Q,                   |
| 4       | 2       | Rosie Clarke              | Grã-Bretanha  | 9:33.78  |                      |
| 5       | 2       | Isabel Mattuzzi           | Itália        | 9:34.02  | Q,                   |
| 6       | 1       | Karoline Bjerkeli Grøvdal | Noruega       | 9:34.23  | Q                    |
| 7       | 2       | Maruša Mišmaš             | Eslovênia     | 9:34.28  | q,                   |
| 8       | 1       | Anna-Emilie Møller        | Dinamarca     | 9:34.46  | Q,                   |
| 9       | 1       | Ophélie Claude-Boxberger  | França        | 9:34.50  | Q                    |
| 10      | 1       | Elena Burkard             | Alemanha      | 9:34.63  | Q                    |
| 11      | 1       | Irene Sánchez-Escribano   | Espanha       | 9:34.69  | Q,                   |
| 12      | 2       | Adva Cohen                | Israel        | 9:36.13  | q,                   |
| 13      | 2       | Emma Oudio                | França        | 9:36.15  | q,                   |
| 14      | 1       | Nataliya Strebkova        | Ucrânia       | 9:37.28  | q,                   |
| 15      | 1       | Viktória Gyürkés          | Hungria       | 9:38.56  | Q                    |
| 16      | 1       | Martina Merlo             | Itália        | 9:41.05  | Recorde pessoal      |
| 17      | 1       | Alicja Konieczek          | Polónia       | 9:41.16  | Recorde pessoal      |
| 18      | 2       | Jana Sussmann             | Alemanha      | 9:41.18  |                      |
| 19      | 2       | Janica Rauma              | Finlândia     | 9:41.70  | Recorde pessoal      |
| 20      | 2       | María José Pérez          | Espanha       | 9:44.72  |                      |
| 21      | 1       | Chiara Scherrer           | Suíça         | 9:47.46  |                      |
| 22      | 2       | Francesca Bertoni         | Itália        | 9:47.75  |                      |
| 23      | 1       | Sviatlana Kudzelich       | Bielorrússia  | 9:47.89  | Recorde da temporada |
| 24      | 2       | Matylda Kowal             | Polónia       | 9:49.27  |                      |
| 25      | 1       | Lucie Sekanová            | Chéquia       | 9:50.38  | Recorde da temporada |
| 26      | 1       | Özlem Kaya                | Turquia       | 9:50.80  |                      |
| 27      | 1       | Antje Möldner-Schmidt     | Alemanha      | 9:52.79  |                      |
| 28      | 2       | Zita Kácser               | Hungria       | 9:53.36  | Recorde da temporada |
| 29      | 2       | Katarzyna Kowalska        | Polónia       | 9:54.83  |                      |
| 30      | 1       | Caroline Högardh          | Suécia        | 9:55.61  |                      |
| 31      | 1       | Irene van der Reijken     | Países Baixos | 9:57.10  |                      |
| 32      | 1       | Kerry O'Flaherty          | Irlanda       | 10:09.81 |                      |
| 33      | 2       | Michele Finn              | Irlanda       | 10:10.93 |                      |

### Final
| Posição           | Atleta                    | Nacionalidade | Tempo   | Notas                |
| ----------------- | ------------------------- | ------------- | ------- | -------------------- |
| Medalha de ouro   | Gesa Felicitas Krause     | Alemanha      | 9:19.80 | Recorde da temporada |
| Medalha de prata  | Fabienne Schlumpf         | Suíça         | 9:22.29 | Recorde da temporada |
| Medalha de bronze | Karoline Bjerkeli Grøvdal | Noruega       | 9:24.46 |                      |
| 4                 | Luiza Gega                | Albânia       | 9:24.78 |                      |
| 5                 | Adva Cohen                | Israel        | 9:29.74 | Recorde nacional     |
| 6                 | Elena Burkard             | Alemanha      | 9:29.76 | Recorde pessoal      |
| 7                 | Anna-Emilie Møller        | Dinamarca     | 9:31.66 | Recorde nacional     |
| 8                 | Irene Sánchez-Escribano   | Espanha       | 9:31.84 | Recorde pessoal      |
| 9                 | Ophélie Claude-Boxberger  | França        | 9:31.84 | Recorde pessoal      |
| 10                | Rosie Clarke              | Grã-Bretanha  | 9:32.15 |                      |
| 11                | Maruša Mišmaš             | Eslovênia     | 9:34.50 |                      |
| 12                | Nataliya Strebkova        | Ucrânia       | 9:40.03 |                      |
| 13                | Viktória Gyürkés          | Hungria       | 9:40.41 |                      |
| 14                | Emma Oudio                | França        | 9:43.26 |                      |
| 15                | Isabel Mattuzzi           | Itália        | 9:43.90 |                      |

Legenda
| Recorde mundial       | Recorde mundial (World record)               |                       | Recorde africano                      | Recorde africano (African) |                                           | Q | Classificado por posição (Qualified) |
| Recorde do campeonato | Recorde do campeonato (Championship record)  | Recorde da América    | Recorde da América (Americas)         | q                          | Classificado por melhor tempo (Qualified) |   |                                      |
| Melhor marca do ano   | Melhor marca do ano (World leading)          | Recorde asiático      | Recorde asiático (Asian)              | DNS                        | Não largou (Did not start)                |   |                                      |
| Recorde nacional      | Recorde nacional (National record)           | Recorde europeu       | Recorde europeu (European)            | DNF                        | Não terminou (Did not finish)             |   |                                      |
| Recorde pessoal       | Recorde pessoal do atleta (Personal best)    | Recorde da Oceania    | Recorde da Oceania (Oceania)          | DSQ / DQ                   | Desclassificado (Disqualified)            |   |                                      |
| Recorde da temporada  | Recorde da temporada do atleta (Season best) | Recorde sul-americano | Recorde sul-americano (South America) | NM                         | Sem marca (No mark)                       |   |                                      |